# طاران (لبنان)
طاران (به عربی: طاران) یک منطقهٔ مسکونی در لبنان است که در شهرستان منیه ضنیه واقع شده‌است. طاران ۲٫۰۴ کیلومتر مربع مساحت دارد.